# Boulevard Gardens
Boulevard Gardens ist ein census-designated place (CDP) im Broward County im US-Bundesstaat Florida. Das U.S. Census Bureau hat bei der Volkszählung 2020 eine Einwohnerzahl von 1.457 ermittelt.

## Geographie
Boulevard Gardens grenzt an die Städte Fort Lauderdale und Lauderhill sowie an den CDP Washington Park.

## Demographische Daten
Laut der Volkszählung 2010 verteilten sich die damaligen 1274 Einwohner auf 475 Haushalte. Die Bevölkerungsdichte lag bei 1820,0 Einw./km². 2,8 % der Bevölkerung bezeichneten sich als Weiße, 94,3 % als Afroamerikaner und 0,2 % als Indianer. 0,6 % gaben die Angehörigkeit zu einer anderen Ethnie und 2,0 % zu mehreren Ethnien an. 2,6 % der Bevölkerung bestand aus Hispanics oder Latinos.
Im Jahr 2010 lebten in 36,5 % aller Haushalte Kinder unter 18 Jahren sowie 36,3 % aller Haushalte Personen mit mindestens 65 Jahren. 70,4 % der Haushalte waren Familienhaushalte (bestehend aus verheirateten Paaren mit oder ohne Nachkommen bzw. einem Elternteil mit Nachkomme). Die durchschnittliche Größe eines Haushalts lag bei 3,04 Personen und die durchschnittliche Familiengröße bei 3,65 Personen.
27,4 % der Bevölkerung waren jünger als 20 Jahre, 24,2 % waren 20 bis 39 Jahre alt, 28,4 % waren 40 bis 59 Jahre alt und 20,1 % waren mindestens 60 Jahre alt. Das mittlere Alter betrug 39 Jahre. 49,3 % der Bevölkerung waren männlich und 50,7 % weiblich.
Das durchschnittliche Jahreseinkommen lag bei 27.376 $, dabei lebten 27,4 % der Bevölkerung unter der Armutsgrenze.
Im Jahr 2000 war Englisch die Muttersprache von 100 % der Bevölkerung.

## Verkehr
Der CDP wird von der Florida State Road 842 tangiert. Der Flughafen Fort Lauderdale befindet sich etwa 6 km entfernt.